# Polypodium
Polypodium é um gênero de fetos com soros redondos nus e dorsais numa ou mais fileiras em cada lado da nervura central ou espalhados irregularmente.

## Espécies
- Polypodium abitaguae
- Polypodium alfredii
- Polypodium amorphum Suksdorf

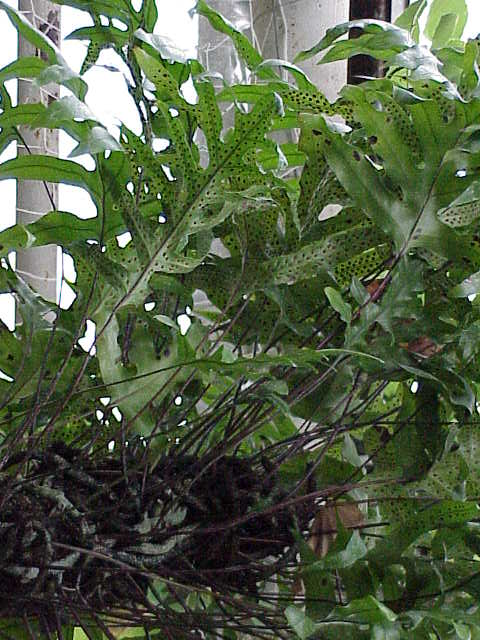
Polypodium billardieri

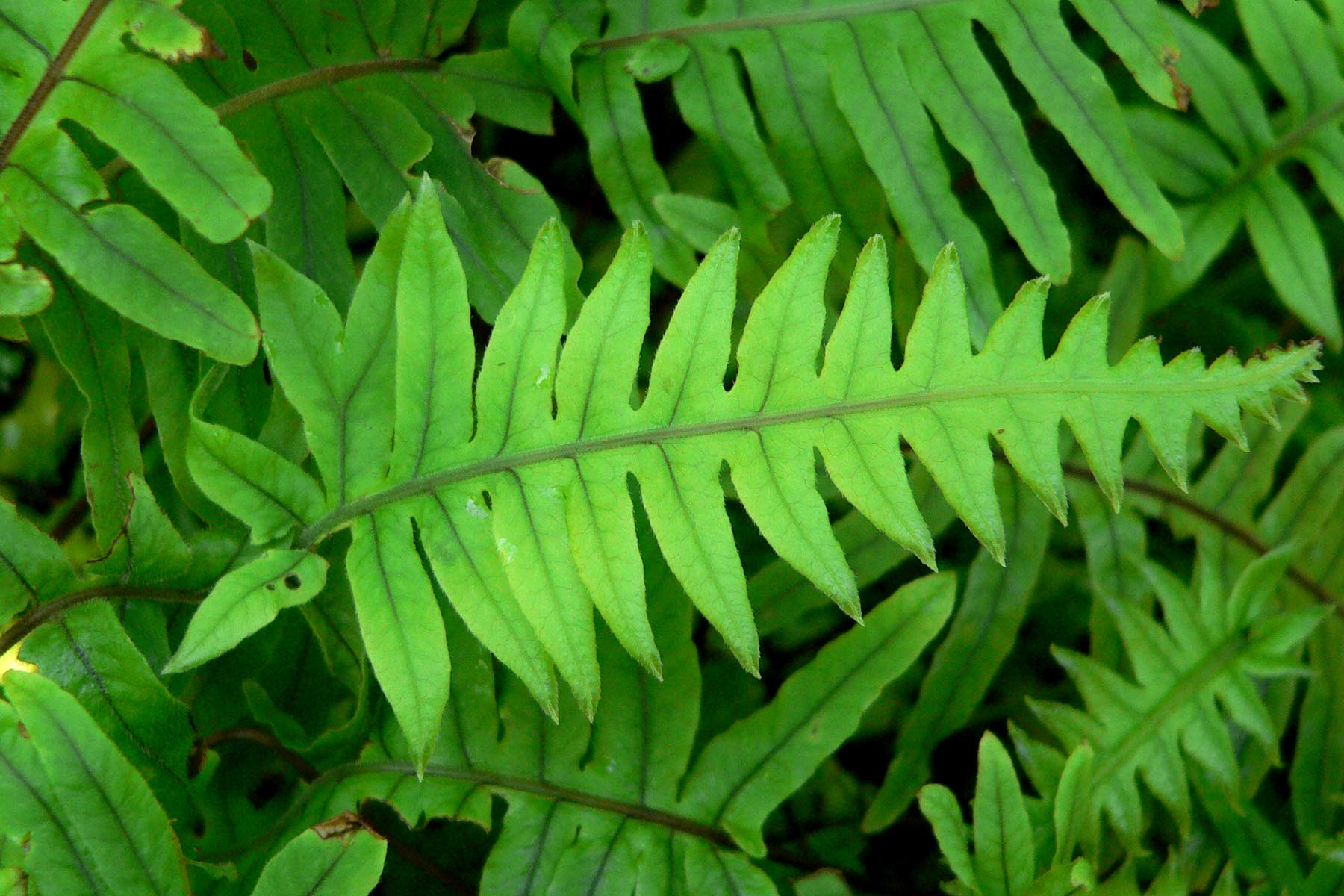
Polypodium formosanum

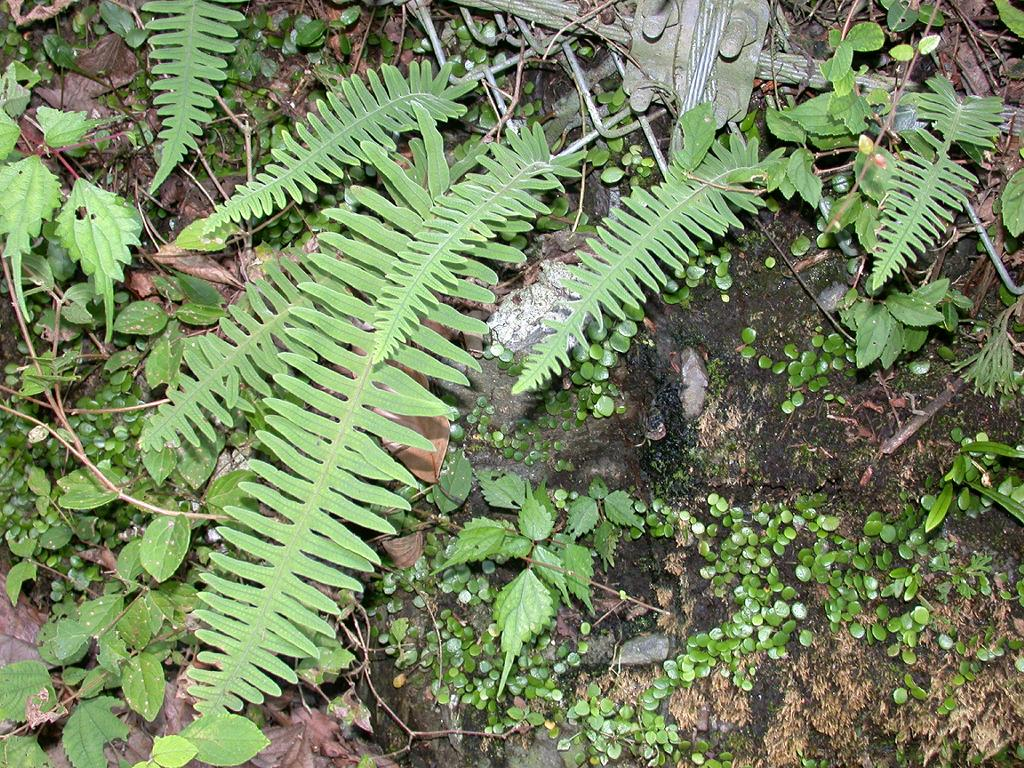
Polypodium nipponicum

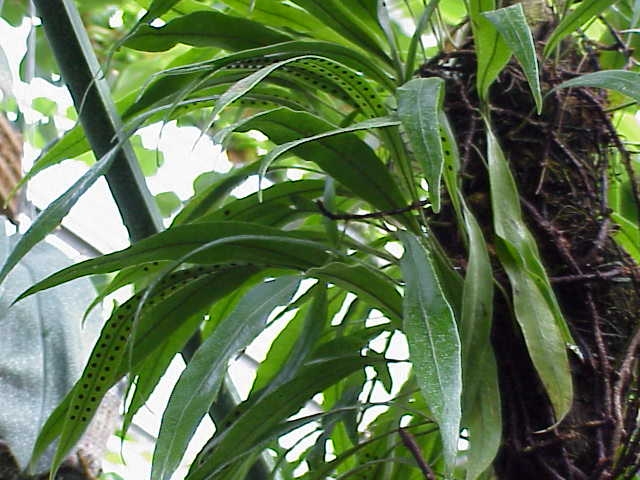
Polypodium percussum

- Polypodium appalachianum Haufler & Windham
- Polypodium argyrolepis
- Polypodium asterolepis Baker
- Polypodium azoricum (Vasc.) R.Fern.
- Polypodium aureum
- Polypodium billardieri
- Polypodium californicum Kaulf.
- Polypodium calirhiza
- Polypodium cambricum L. (= P. australe Fée)
- Polypodium catharinae
- Polypodium chionolepis
- Polypodium decumanum
- Polypodium excavatum Roxb.
- Polypodium exiguum
- Polypodium feei (Bory) Mett.
- Polypodium × font-queri (P. cambricum × P. vulgare)
- Polypodium formosanum Baker
- Polypodium furfuraceum Schltdl. & Cham.
- Polypodium glycyrrhiza D.C.Eaton
- Polypodium hesperium Maxon
- Polypodium incanum
- Polypodium × incognitum
- Polypodium interjectum Shivas
- Polypodium latissimum
- Polypodium lepidopteris (Langsd. & Fisch.) Kunze
- Polypodium macaronesicum Bobrov
- Polypodium × mantoniae (P. interjectum × P. vulgare)
- Polypodium mindense
- Polypodium mixtum
- Polypodium nigrescens Blume
- Polypodium nipponicum
- Polypodium percussum
- Polypodium phymatodes L.
- Polypodium piligerum
- Polypodium punctatum Thunb. ex Murray
- Polypodium pustulatum
- Polypodium pycnocarpum C.Chr.
- Polypodium quitense
- Polypodium rimbachii
- Polypodium × rothmaleri (P. cambricum × P. interjectum)
- Polypodium saximontanum Windham
- Polypodium scouleri Hooker & Greville
- Polypodium scutulatum
- Polypodium segregatum
- Polypodium sibiricum Sipliv.
- Polypodium triseriale Swartz
- Polypodium virginianum L.
- Polypodium vulgare
- Polypodium xalapense